# Saignelégier
Saignelégier (antiguamente en alemán Sankt Leodegar) es una comuna suiza del cantón de Jura, capital del distrito de Franches-Montagnes. Limita al norte con las comunas de Fessevillers (FRA-25) e Indevillers (FRA-25), al este con Soubey, Les Enfers y Le Bémont, al sureste con Tramelan (BE), al sur con La Chaux-des-Breuleux, Muriaux y Le Noirmont, y al oeste con Charmauvillers (FRA-25) y Goumois (FRA-25).
El 1 de enero de 2009 las comunas de Goumois y Les Pommerats fueron reunidas con la comuna de Saignelégier.